# Silvano Agosti
Pour les articles homonymes, voir Agosti.
Silvano Agosti, né à Brescia le 23 mars 1938, est un réalisateur, scénariste, producteur de cinéma italien. Il est également écrivain, poète. 

## Biographie
Silvano Agosti a fait ses études au Centro sperimentale di cinematografia de Rome, aux côtés de Marco Bellocchio et Liliana Cavani, d'où il est sorti diplômé en 1962. Son court métrage La veglia a reçu le Ciak d'oro du meilleur élève de la part du Président de la République. Grâce à la bourse obtenue à la suite de ce prix, Agosti choisit de se rendre à Moscou à l'Institut d'État du Cinéma de l'Union soviétique et de se spécialiser en montage, étudiant parallèlement l'œuvre de Sergueï Eisenstein. Après avoir collaboré au scénario, aux dialogues et au montage (sous le pseudonyme d'« Aurelio Mangiarotti ») ainsi qu'à la musique aux côtés d'Ennio Morricone pour le film de Marco Bellochio Les Poings dans les poches (I pugni in tasca), Agosti fait ses débuts de réalisateur en 1967 avec le long métrage Le Jardin des délices (Il giardino delle delizie), un film qui bénéficie également d'une bande originale d'Ennio Morricone.
Le Jardin des délices a été projeté à l'Exposition universelle de Montréal et sélectionné comme l'un des dix meilleurs films produits au monde cette année-là, malgré la censure dont il a fait l'objet en Italie. En 1968, il suit et filme les mouvements sociaux à Rome, qui seront ensuite rassemblés dans le documentaire Riprendiamoci la vita. Après avoir réalisé L'Effroyable Machine de l'industriel NP (N.P. - Il segreto) en 1970 avec Irene Papas et Francisco Rabal, il réussit à convaincre Nicola Piovani d'en réaliser la bande originale. Il s'intéresse ensuite à la résistance grecque et en 1973 réalise à Athènes Altri seguiranno, produit par la télévision suédoise qui cependant ampute la fin du film. En 1974, il réalise à Brescia un documentaire sur l'attentat de la place de la Loggia, Brescia 1974 - Strage di innocenti.
Au milieu des années 1970, il aborde le thème de la folie, en coréalisant Fous à délier (Matti da slegare) avec Bellocchio, Sandro Petraglia et Stefano Rulli. Le film est tourné à l'hôpital psychiatrique de Colorno, près de Parme, et propose un nouveau cinéma-vérité, mêlant document et fiction autour des institutions pour malades mentaux, et s'inspirant de la théorie de Franco Basaglia. Avec les mêmes collaborateurs, il coréalise une enquête télévisée en quatre parties, La macchina cinema qu'ils feront suivre de divers documentaires et programmes éducatifs. De 1976 à 1978, il enseigne le montage au Centro sperimentale di cinematografia, mais décide de démissionner en raison de désaccord avec les directives de l'institut. 
À la fin des années 70, il produit Il pianeta azzurro, débuts cinématographiques de son ami et cinéaste amateur Franco Piavoli. Le film obtiendra un grand succès à sa projection à Venise en 1982 : Tullio Kezich plaisante même en émettant l'idée d'une loi qui obligerait tous les Italiens à voir ce film. Agosti essaie de faire projeter le film dans les salles romaines, mais face au manque d'intérêt des exploitants, il décide d'acheter lui-même un local où il le diffusera des années durant. Cette salle de cinéma, située dans le quartier de Prati, sera renommée Azzurro Scipioni et deviendra un endroit de référence pour les films d'auteur et d'engagement citoyen ainsi qu'un lieu de rencontre entre cinéastes et cinéphiles passionnés. Il ne s'arrêtera pas là puisqu'un peu plus tard, il ouvrira l'Azzurro Melies, un café entièrement meublé par la société Dedalo de Cinecittà . 
En 1983, il termine On vit d'amour (D'amore si vive), une « recherche sur la tendresse, la sensualité et l'amour » tourné à Parme deux ans durant. Agosti endosse alors la casquette de producteur et fonde la société de production 11 marzo Cinematografica qui produira tous ses films, lesquels seront tous projetés à la Mostra de Venise (dont Quartiere en compétition en 1986). Agosti signe aussi plusieurs romans et recueils de poésie, dont L'uomo proiettile (nommé pour le prix Strega), Il cercatore di rugiada (nommé pour le prix Strega), L'Œillet sauvage (Uova di Garofano), La Femme qui rêve (La ragion pura), Il giudice, La Vittima, L'assassino, Il semplice oblio (nommé au prix Strega), Lettere dalla Kirghisia, Il ballo degli invisibili, la trilogie de poésies Nuvole, Incanti, L'estrone armonico, les récits Chiaro di luna et les manuels Breviario di cinema, "Come realizzare un film senza denaro o per capirci meglio senza spendere neppure un euro". (Bréviaire de cinéma "Comment réaliser un film sans argent ou mieux se comprendre sans même dépenser un euro".)
Il réalise pour la Rai les séries 30 anni di oblio et 40 anni di oblio avec ses propres images tournées dans les années 1968-1978. Il collabore aussi a quelques programmes télévisuels avec Fabio Volo. Il vit à Rome depuis 40 ans et alterne les voyages en Inde, aux Etats-Unis et au Canada. Pour ses films, Agosti préfère ne pas se surcharger d'une équipe de tournage traditionnelle. Convaincu qu'un cinéaste devrait superviser chaque aspect de son œuvre pour ne pas en détériorer l'idée originale, il s'occupe personnellement de la plupart des rôles, de la production au montage en passant par la photographie. Il projette aussi lui-même les films qu'il diffuse dans la salle de cinéma qu'il dirige. Récemment il a déposé officiellement une demande auprès de l'UNESCO et des Nations unies afin que l'être humain soit reconnu comme faisant partie du patrimoine de l'Humanité. Pour célébrer le courage de cette requête, en 2013 le créateur et le directeur du festival Popoli e Religioni, respectivement Mgr Vincenzo Paglia et Oreste Crisostomi lui ont dédié une sculpture d'Oliviero Rainaldi.

## Filmographie

### Réalisateur
Longs métrages
- 1967 : Le Jardin des délices (Il giardino delle delizie)
- 1971 : L'Effroyable Machine de l'industriel NP (N.P. - Il segreto)
- 1977 : Nel più alto dei cieli (it)
- 1987 : Quartiere
- 1992 : L'Œillet sauvage (Uova di garofano)
- 1995 : L'uomo proiettile (it)
- 2000 : La seconda ombra (it)
- 2001 : La Femme qui rêve (La ragion pura)

Courts métrages
- 1960 : Requiem
- 1960 : Il matrimonio di Vivina
- 1962 : La veglia
- 1963 : Bolle
- 1965 : Violino
- 1973 : Altri seguiranno
- 1989 : Prima del silenzio
- 1991 : Frammenti di vite clandestine

Documentaires
- 1975 : Il volo
- 1975 : Fous à délier (Matti da slegare)
- 1979 : La macchina cinema
- 1982 : Runaway America
- 1984 : L'addio a Enrico Berlinguer
- 1984 : On vit d'amour[9] (D'amore si vive)
- 1993 : Il leone d'argilla
- 1998 : Trent'anni di oblio
- 1998 : La seconda infanzia
- 1998 : C'ero anch'io - Frammenti di lotte di strada
- 2002 : Dario Fo - Un ritratto
- 2006 : Le quattro stagioni
- 2010 : Guccini e Nomadi: "Un Incontro"
- 2011 : Altri seguiranno

### Scénariste
- 1967 : Le Jardin des délices (Il giardino delle delizie)
- 1971 : L'Effroyable Machine de l'industriel N.P. (N.P. il segreto)
- 1974 : L'Orgasme dans le placard (Donna è bello) de Sergio Bazzini
- 1977 : Nel più alto dei cieli
- 1987 : Quartiere
- 1992 : Uova di garofano
- 1993 : Il leone d'argilla
- 1995 : L'uomo proiettile
- 1998 : La seconda infanzia
- 2000 : La seconda ombra
- 2001 : La ragion pura
- 2006 : Le quattro stagioni

### Monteur
- 1965 : Les Poings dans les poches (I pugni in tasca) de Marco Bellocchio
- 1974 : L'ultimo uomo di Sara de Maria Virginia Onorato
- 1974 : L'Orgasme dans le placard (Donna è bello) de Sergio Bazzini
- 1977 : Antonio Gramsci: i giorni del carcere de Lino Del Fra
- 1978 : Forza Italia de Roberto Faenza

### Acteur
- 2005 : Quelqu'un de bien (it) (La febbre) d'Alessandro D'Alatri
- 2006 : Hans de Louis Nero